# Tiencsini vasúti híd
A Tiencsini (Tianjini) vasúti híd (天津特大橋, pinjin: Tiānjīn tèdà qiáo, magyaros: Tiencsin töta csiao) a világ második leghosszabb vasúti hídja, mely Kínában található a Peking–Sanghaj nagysebességű vasútvonalon Langfang és Csinghszien (Qingxian) között. Teljes hossza 113,7 km. A hosszúsága miatt 2011-től Guinness világrekorder a hidak közül.